# Patrick Roest
Patrick Roest (Lekkerkerk, 7 december 1995) is een Nederlandse langebaanschaatser. Zijn specialisatie ligt bij het allrounden: hij werd wereldkampioen allround in 2018, 2019 en 2020. Sinds het voorjaar van 2015 tot en met de zomer van 2022 kwam de schaatser van STV Lekstreek uit voor de schaatsploeg van het team Jumbo-Visma en sindsdien voor het team Reggeborgh.
In oktober 2016 werd hij uitgeroepen tot winnaar van de KNSB Cup in Groningen en is daarmee de opvolger van Jorien ter Mors die een jaar eerder de eerste editie wist te winnen. Roest kreeg de prijs uitgereikt vanwege zijn prestatie en potentieel op de 1500 meter. Op de Olympische Winterspelen van PyeongChang in 2018 won hij zilver op de 1500 meter en brons op de ploegenachtervolging. Een maand later wist Roest zich in Amsterdam voor het eerst tot wereldkampioen allround te kronen. Deze titel verdedigde hij met succes een jaar later in Calgary in een nieuw wereldrecord punten op de grote vierkamp, met 145.561 punten. Ook in 2020 werd Roest in Hamar wereldkampioen allround.
Per 10 maart 2019 heeft Patrick Roest de leiding op de Adelskalender overgenomen nadat Shani Davis deze 10 jaar in handen had.

## Biografie
Roest ging op 10-jarige leeftijd over van het jeugdschaatsen naar STV Lekstreek, een club waar eerder ook schaatsers Jan Kooijman, Hein Vergeer en Leo Visser sportten. In zijn pupillentijd werd hij onder andere getraind door Jacob Kleibeuker en Dave van Dam. Laatstgenoemde kwam hij bij de B junioren opnieuw tegen als gewestelijk trainer van Zuid Holland, samen met Jetske Wiersma. In de B junioren selectie zaten verder onder anderen Kai Verbij en Sanneke de Neeling. Op grond van zijn uitmuntende prestaties als B junior kwam Roest in Jong Oranje, naar wat later bleek een van de laatste jaren van het KNSB keurkorps voor junioren A. Trainers bij Jong Oranje waren Erik Bouwman en Jeroen van der Lee. Roest maakte zijn debuut bij de senioren tijdens het NK Afstanden in het najaar van 2013. Met een 13e plek als 17-jarige op de 1500 meter reed hij een verdienstelijke rit.
Later in het seizoen reed Roest erg sterk op het WK Junioren: het allroundklassement wist hij op zijn naam te schrijven. Op de individuele afstanden pakte hij brons op de 1500 meter en zilver op de afsluitende 5000 meter. Met de achtervolgingsploeg werd hij 4e.
Op het NK Afstanden van 2015 stelde Roest een beetje teleur, hij kwam niet verder dan een 19e plaats op zowel de 1000 als de 1500 meter. Tijdens het NK Allround deed hij het iets beter en stond hij na 3 afstanden op de 12e plek, wat niet genoeg was om zich te kwalificeren voor de afsluitende 10.000 meter.
In Warschau wist Roest overtuigend zijn wereldtitel bij de junioren te prolongeren. Het pakte tijdens het WK Junioren met overmacht de allroundtitel, daarnaast veroverde Roest ook goud op zijn favoriete 1500 meter en reed hij naar de snelste tijd op de ploegenachtervolging samen met Marcel Bosker en Wesly Dijs. Op de 1000 en 5000 meter won hij zilver en op de 500 meter brons.

### Overstap naar de commerciële ploeg
Na twee succesvolle jaren bij Jong Oranje maakte Roest in het voorjaar van 2015 de overstap naar de commerciële schaatsploeg LottoNL-Jumbo onder leiding van Jac Orie.
Tijdens de seizoensopening van het schaatseizoen 2015-2016 reed Roest zowel de 1500 als de 5000 meter op de nieuw geïntroduceerde KNSB Cup. Op de 1500 meter reed hij naar een knappe 7e tijd, waarmee hij net tekortkwam voor plaatsing voor de wereldbeker. Op de 5000 meter een dag eerder werd hij nog laatste. Door afzeggingen van Sven Kramer en Wouter olde Heuvel voor de wereldbekers van Inzell en Heerenveen werd Roest opgeroepen. In de B-groep reed hij echter in anonimiteit en kwam hij niet verder dan een 15e en respectievelijk 14e tijd.
Tijdens het NK Afstanden eind december in Thialf reed Roest op de 5000 meter naar de 11e tijd en bleef hij slechts zestiende van een seconde verwijderd van zijn PR. Een dag later reed Roest op de 1500 meter in de rit tegen Kjeld Nuis wél naar een dik persoonlijk record: 1.47,46 en zette daarmee de vierde tijd mee. Hiermee kwam hij nog dicht bij plaatsing voor het WK Afstanden, hiervoor was een plaats bij de eerste drie vereist.
Januari 2016 werd voor Roest een turbulente maand. Op het NK Allround in Heerenveen reed Roest onder meer 3 persoonlijke records, met een knappe overwinning op de 1500 meter, dit resulteerde in een derde plek in het eindklassement. Deze uitslag betekent dat Roest samen met Douwe de Vries en Arjan Stroetinga tijdens de Wereldbeker in Stavanger mag gaan strijden om het derde startbewijs voor het WK Allround in maart. Er wordt een klassement gemaakt over de 1500 en 5000 meter en de hoogst geklasseerde van de drie krijgt het derde WK-ticket. Door een goede 1500 meter en een sterke 5000 meter, waar hij zijn persoonlijke record met drie seconden verbeterde, was hij de snelste van de Nederlanders. Echter, door een val van Arjan Stroetinga, liep Nederland een derde startbewijs voor het WK mis, waardoor Roest op de reservelijst terechtkomt.
De sterke tweede seizoenshelft weet Roest door te zetten naar het volgende seizoen. Hij kent een goede zomer en in de trainingswedstrijden als voorbereiding op het nieuwe seizoen rijdt Roest sterk. Op de 1500m, de 3000m en de 5000 meter zet hij nieuwe persoonlijke records neer, waarbij hij op de 5000 meter voor het eerst de barrière van 6.20 wist te slechtten. Tijdens de officiële seizoensopening in Groningen reed Roest ijzersterk. Bij de KNSB Cup, waar de wereldbekertickets voor november en december worden verdeeld, rijdt Roest een goede 5000 meter waarop hij vierde wordt. Op de 1500 meter maakt hij grote indruk door tweede te worden en als enige van het veld in de buurt van een fenomenale Kramer weet te blijven. Als bekroning voor zijn sterke optreden krijgt Roest de KNSB Cup 2017 uitgereikt voor zijn 1500 meter. Een prijs voor de meest bijzondere prestatie tijdens het toernooi, de andere genomineerden waren Kramer en Kai Verbij.
Twee weken later, op vrijdag 11 november 2016, maakte Roest in Harbin zijn debuut in de Wereldbeker in de A-Divisie. Op de 5000 meter reed hij in 6.29,27 naar de 7e tijd, hiermee was hij vijfde Nederlander op deze afstand. In hetzelfde weekend won hij samen met Kramer en Douwe de Vries de ploegenachtervolging en werd hij knap vierde op de 1500 meter, die werd gewonnen door een oppermachtige Kramer. Een week later in Nagano zette hij deze goede lijn door met een degelijke 5000 meter waarop hij net als een week eerder zevende werd (opnieuw als vijfde Nederlander: Kramer, Bergsma, de Vries en Kooiman bezetten de plekken 1 t/m 4) en een vijfde plaats op de 1500 meter. Bij de ploegenachtervolging moest hij ditmaal zijn plek afstaan aan Jorrit Bergsma. Desondanks heeft Roest zich met deze resultaten direct laten gelden bij de internationale top. Nadat Roest het derde wereldbekerweekend oversloeg vanwege een trainingskamp met de ploeg, kwam hij een week later sterk terug in het vernieuwde Thialf. Op zaterdag 10 december pakte hij zijn eerste individuele medaille bij de wereldbeker: op de 1500 meter eindigde hij achter Kjeld Nuis en Denis Joeskov als derde en pakte daarmee het brons.
Tijdens de laatste wedstrijden van het kalenderjaar 2016, het NK Afstanden in Heerenveen, zorgde Roest voor overwegend positieve resultaten. Tijdens dit toernooi werden de startplekken voor het EK Allround en het WK Afstanden verdeeld. Op de eerste afstand, de 5000 meter, stelde hij nog hevig teleur en eindigde hij slechts als 12e. Een dag later op de 1500 meter pakte hij het brons, vlak achter Kramer en Kjeld Nuis, in een nieuw persoonlijk record. Deze snelle tijd zorgde er desondanks niet voor dat hij zich wist te plaatsen voor het EK Allround in januari, eveneens in Thialf, over een combinatieklassement over de 1500 en 5000 meter waren Jan Blokhuijsen en ploeggenoot Douwe de Vries net sneller, wel werd Roest aangewezen als reserve voor dit toernooi. Door zijn bronzen medaille op de 1500 meter plaatste Roest zich wel voor het WK Afstanden op de olympische baan van Pyeongchang. Op de afsluitende 10 km deed hij niet mee om de prijzen, maar dook hij wel voor het eerst in zijn carrière onder de 13.30 en verbeterde zijn persoonlijke record met meer dan 10 seconden.

### Definitieve doorbraak bij de wereldtop
De sterke prestaties eind 2016 bij het NK Afstanden gaf Roest een vervolg in het nieuwe jaar, waarin hij de echte aansluiting bij erkende toppers als Kramer, Blokhuijsen en de Vries lijkt te hebben gevonden. Op 22 januari werd Roest tweede op het NK Allround en plaatste zich hiermee, naast de reeds geplaatste Kramer en Blokhuijsen, voor het WK Allround in Hamar. Na drie afstanden ging Roest dit toernooi nog aan de leiding, maar op de afsluitende 10 km kon hij de strijd met Kramer niet aan, waardoor deze Roest nog passeerde in het klassement.

Op dat WK Allround in Noorwegen zette Roest, na het NK Allround van 6 weken eerder, opnieuw een sterke vierkamp neer. Pas op de laatste afstand moest de Zuid-Hollander een ontketende Kramer definitief laten lopen voor het eindklassement. Wel wist hij met verve zijn voorsprong op Blokhuijsen te verdedigen, waardoor Roest zilver won in het eindklassement en het podium daarmee volledig oranje kleurde. Een week later wist Roest zijn seizoen mooi af te sluiten met zilver op de 1500 meter bij de Wereldbeker finale in Stavanger.
Hiertussen maakte Roest ook zijn debuut bij de WK Afstanden, op 12 februari 2017 reed hij de 1500 meter waar hij op een verdienstelijke 6e plaats eindigde, achter onder meer een ontketende Kjeld Nuis.

#### Olympische Spelen 2018
De voorbereiding van Roest op de Olympische Spelen, waar hij een kans lijkt te maken op een medaille op de 1500 meter, krijgt anderhalve maand voor de start van Olympische Spelen een dramatische wending als hij tijdens een skeelertraining in botsing komt met een tractor. Uiteindelijk liep hij een gebroken pols op waaraan hij snel werd geopereerd, hier zou hij echter de gehele eerste seizoenshelft nog hinder van ondervinden.
Tijdens de NK Afstanden in Heerenveen blijkt Roest inderdaad nog lang niet terug op zijn oude niveau te zijn, op geen van de drie afstanden waar hij aan de start verschijnt weet hij zich te plaatsen voor de eerste cyclus van de Wereldbeker. Dit geeft hem echter wel de mogelijkheid zich in alle rust voor te bereiden op het OKT eind december.

Anderhalve maand voor de Olympische Spelen in Gangneung (ZKo) op 30 december 2017 verscheen Roest aan de start van de 1500 meter op het OKT in Thialf. In een zinderende wedstrijd werd hij knap derde en bleef hij Kramer met 1.44,87 slechts twee honderdsten voor. Hoewel Nederland drie schaatsers op de 1500 meter mag afvaardigen op de Olympische Spelen, was Roest alles behalve zeker van plaatsing door de 14e plaats van de prestatiematrix. Echter mede door een aanwijsplek voor de geblesseerde Kai Verbij en de (mogelijk) belangrijke rol van Roest in de ploegenachtervolging maakte de KNSB op oudejaarsdag bekent dat Roest deel uit maakt van de tienkoppige olympische selectie.
Anderhalve maand later, op 13 februari 2018, werd in Gangneung de olympische 1500 meter bij de mannen gereden. Roest moet door zijn slechte voorseizoen al voor de dweil rijden en komt in de vierde rit uit tegen de Nieuw-Zeelander Reyon Kay. Halverwege, na 9 van de 18 ritten, leidt Roest na zelf in een fantastische rit een nieuw persoonlijk record te hebben neergezet: 1.44,86. In de ritten na de dweil bijten de toppers zich een voor een stuk op de tijd van de Zuid-Hollander, alleen Kjeld Nuis weet in de 14e rit een (veel) snellere tijd neer te zetten en pakt daarmee met overmacht de olympische titel op deze afstand en verwijst Roest dus naar het zilver, voor de verrassende Zuid-Koreaan Min-Seok Kim.

De ploegenachtervolging, waar Roest samen met Kramer, Jan Blokhuijsen, Koen Verweij een team vormt, mondt, niet voor het eerst in de geschiedenis van het Nederlandse schaatsen, uit op een deceptie. In de halve finale blijken de Noren in bloedvorm te verkeren en wordt Nederland in een olympisch record verslagen door het Scandinavische trio. Later zou deze race ook bekend worden als de race waarin de klapschaats van Blokhuijsen het begaf. Hierdoor mist Nederland, dat bij de afgelopen 5 WK's en bij 9 van de tot dan toe totaal 10 WK's de gouden medaille won, de finale en rest hiermee slechts de strijd om het brons. In de B-finale om de derde plaats wist Nederland met gemak de Nieuw-Zeelanders te verslaan en veroverden hiermee de bronzen medaille, terwijl de Noren in de finale het olympische goud wonnen ten koste van Zuid-Korea.

### Richting Peking
Roest plaatst zich op het kwalificatietoernooi voor de Wereldbeker op de 1500, 5000 en 10.000 meter in seizoen 2019/2020. Daarbij rijdt hij op de 10.000 meter een baanrecord in 12.42,97, slechts zeven seconden verwijderd van het wereldrecord van Ted-Jan Bloemen. Roest wist zich overtuigend te plaatsen voor de Olympische Winterspelen in Peking tijdens het OKT op de 5000 en 10.000 meter. Op de 1500 meter werd hij in 2021 derde op het WK Afstanden en op het OKT werd hij daarop vierde, maar de selectiecommissie besloot Marcel Bosker, die achter hem eindigde op plek 5, aan te wijzen voor die afstand die ook derde man wordt voor de ploegenachtervolging. Bosker echter haalde op geen enkele afstand de top drie maar omdat deelnemers bij teamonderdelen ook dienen uit te komen op een individueel nummer kreeg hij een aanwijsplek ten koste van Roest. Voor het EK afstanden in Thialf wordt echter Bosker aangewezen voor de massastart wat in Peking ervoor had gezorgd dat Roest wel de 1500 meter had kunnen rijden. Op de 5000 meter werd hij tweede op bijna een halve seconde van Nils van der Poel. Roest werd op de 10.000m ook tweede, met een verschil van 13 sec. werd Van der Poel eerste. Op de ploegenachtervolging eindigde hij met Kramer en Bosker als vierde.
Op 28 december 2022 werd Roest Nederlands kampioen allround door alle vier de afstanden te winnen. Allrounder Sven Kramer deed dit voor het laatst toen hij in 2008 nationaal kampioen werd met overwinningen op de vier afstanden. Toen was deze mate van overheersing sinds Kees Verkerk in 1966 niet meer vertoond.

## Persoonlijk
Roest heeft een zus, Natasja Roest, die ook enkele jaren op professioneel niveau heeft geschaatst. Roest had tussen 2019 en 2023 een relatie met Victoria Stirnemann, de dochter van Gunda Niemann.

## Records

### Persoonlijke records
| Afstand      | Tijd     | Datum            | Baan           |
| ------------ | -------- | ---------------- | -------------- |
| 500 meter    | 35,74    | 2 maart 2019     | Calgary        |
| 1000 meter   | 1.09,04  | 23 februari 2019 | Calgary        |
| 1500 meter   | 1.42,56  | 10 maart 2019    | Salt Lake City |
| 3000 meter   | 3.35,26  | 19 december 2020 | Heerenveen     |
| 5000 meter   | 6.02,98  | 28 januari 2024  | Salt Lake City |
| 10.000 meter | 12.35,20 | 28 december 2020 | Heerenveen     |

### Wereldrecords
| Nr. | Afstand        | Tijd    | Datum        | Baan    |
| --- | -------------- | ------- | ------------ | ------- |
| 1.  | Grote vierkamp | 145,561 | 3 maart 2019 | Calgary |

### Wereldrecords laaglandbaan
| Nr. | Afstand        | Tijd     | Datum            | Baan       |
| --- | -------------- | -------- | ---------------- | ---------- |
| 1.  | 10.000 meter   | 12.35,20 | 28 december 2020 | Heerenveen |
| 2.  | 5000 meter     | 6.05,14  | 24 januari 2021  | Heerenveen |
| 3.  | 5000 meter     | 6.04,36  | 19 november 2022 | Heerenveen |
| 4.  | Grote vierkamp | 146.060  | 28 december 2022 | Heerenveen |

|  | = huidig wereldrecord laaglandbaan |

### Adelskalender
Van 9 maart 2019 tot heden was Patrick Roest aanvoerder van de Adelskalender. Daarmee heeft hij 2182 dagen aan de top van de lijst gestaan.
Hieronder staan de persoonlijke records (PR's) waarmee Patrick Roest aan de top van de Adelskalender kwam en de PR's die hij had staan toen hij van de eerste plek verdreven werd. Tevens zijn de gegevens weergegeven van de schaatsers die voor en na hem aan de top van de lijst stonden.
| Datum      | 500 m | 1500 m  | 5000 m  | 10.000 m | Punten  | Voorganger/Opvolger |
| ---------- | ----- | ------- | ------- | -------- | ------- | ------------------- |
| 06-03-2009 | 34,78 | 1.41,80 | 6.10,49 | 13.05,94 | 145,059 | Shani Davis         |
| 10-03-2019 | 35,74 | 1.42,56 | 6.03,70 | 12.47,89 | 144,690 |                     |
| 28-01-2024 | 35,74 | 1.42,56 | 6.02,98 | 12.35,20 | 143,984 | huidig              |

## Resultaten
| Jaar | NK Afstanden                   | NK Allround           | EK Allround | EK Afstanden                  | WK Allround    | WK Afstanden                             | Olympische Spelen                     | Wereldbeker                                                                 | WK Junioren                                                      |
| ---- | ------------------------------ | --------------------- | ----------- | ----------------------------- | -------------- | ---------------------------------------- | ------------------------------------- | --------------------------------------------------------------------------- | ---------------------------------------------------------------- |
| 2014 | 13e 1500m                      |                       |             |                               |                |                                          |                                       |                                                                             | Allround* · (10e, 1e, 2e, 2e) · 1500m · 5000m · 4e Achtervolging |
| 2015 | 19e 1000 m 19e 1500 m          | 12e (7e, 15e, 12e, -) |             |                               |                |                                          |                                       | Allround* · (2e, 1e, 2e, 1e) · 500m · 1000m · 1500m · 5000m · Achtervolging |                                                                  |
| 2016 | 4e 1500m 11e 5000m             | · (4e, 5e, , 7e)      |             |                               |                | 31e 1500m 24e 5k/10k                     |                                       |                                                                             |                                                                  |
| 2017 | 1500m · 12e 5000m · 9e 10.000m | · (, , 5e)            |             | · (4e, , , 5e)                | 6e 1500m       | 1500m · 8e 5/10 km · Achtervolging       |                                       |                                                                             |                                                                  |
| 2018 | 8e 1500m 6e 5000m 11e 10.000m  |                       |             |                               | · (, 4e, , )   |                                          | 1500m · Achtervolging                 | 30e 1500m 28e 5/10 km                                                       |                                                                  |
| 2019 | 1500m · 5000m · 10.000m        |                       | · (4e, , )  |                               | · (, )         | 7e 1500m · 5000m · 10.000m               |                                       | 11e 1500m 4e 5/10 km                                                        |                                                                  |
| 2020 | 1500m · 5000m · 10.000m        |                       |             | 1500m · 5000m · Achtervolging | · (7e, , )     | 10e 1500m disq 5000m 8e 10.000m          | 4e 1500m · 5/10 km · 5e Achtervolging |                                                                             |                                                                  |
| 2021 | 1500m · 5000m · 10.000m        | · (, )                | · (, )      |                               |                | 1500m 5000m · 7e 10.000m · Achtervolging | 1500m · 5/10 km                       |                                                                             |                                                                  |
| 2022 | 4e 1500m · 5000m · 10.000m     |                       |             |                               | · (4e, , , 5e) |                                          | 5000m · 10.000m · 4e Achtervolging    | 19e 1500m 15e 5/10 km                                                       |                                                                  |
| 2023 | 1500m · 5000m · 10.000m        | · (, )                | · (, )      |                               |                | 5000m · 4e 10.000m · Achtervolging       |                                       | 8e 1500m · 5/10 km                                                          |                                                                  |
| 2024 | 1500m · 5000m · 10.000m        |                       |             | 1500m · 5000m                 | · (4e, , )     | 13e 1500m · 5000m · 4e 10000m            |                                       | 6e 1500m · 5/10 km                                                          |                                                                  |
| 2025 |                                | NC9 · (, 8e, 4e, NS)  |             |                               |                |                                          |                                       |                                                                             |                                                                  |

N.B. de afstanden voor het allroundklassement zijn: 
- bij WK Junioren 2014: 500, 3000, 1500 en 5000 meter
- bij WK Junioren 2015: 500, 1500, 1000 en 5000 meter

### Wereldbekerwedstrijden
| Seizoen   | 1500m                       | 5/10 km               | Achtervolging |
| --------- | --------------------------- | --------------------- | ------------- |
| 2015/2016 | -, -, 15e(b), 14e(b), 2e(b) | -, -*, -, -, 1e(b)    |               |
| 2016/2017 | 4e, 5e, -, , 6e,            | 7e, 7e, -, -*, 6e, 4e | , -, -, , -   |
| 2017/2018 | -, -, -, -, 12e, -          | -, -*, -, -, 7e, -    | -, -, -       |
| 2018/2019 | , , -, , -, 6e              | , , -*, , -,          | -, , -        |
| 2019/2020 | 5e, 6e, , -,                | , *, -, ,             | , 6e, -       |
| 2020/2021 | ,                           | ,                     |               |

- = geen deelname
(b) = B-divisie

### Medaillespiegel
Bijgewerkt tot 02-03-2023 (wereldbeker overwinningen kunnen afwijken) & voor WK Allround tot 10-3-2024
| Kampioenschap                    | Goud · | Zilver · | Brons · |
| -------------------------------- | ------ | -------- | ------- |
| Olympische Spelen                | 0      | 3        | 1       |
| NK Afstanden                     | 6      | 8        | 1       |
| NK Allround klassement           | 2      | 1        | 1       |
| NK Allround afstanden            | 6      | 1        | 1       |
| EK Allround klassement           | 2      | 1        | 0       |
| EK Allround afstanden            | 5      | 5        | 1       |
| EK Afstanden                     | 4      | 0        | 1       |
| WK Allround klassement           | 3      | 3        | 0       |
| WK Allround afstanden            | 6      | 10       | 1       |
| WK Afstanden                     | 3      | 3        | 1       |
| Wereldbeker 1500m                | 0      | 4        | 5       |
| Wereldbeker 5000m                | 8      | 1        | 1       |
| Wereldbeker 10.000m              | 1      | 0        | 0       |
| Wereldbeker Ploegenachtervolging | 3      | 1        | 0       |
| Wereldbeker klassement           | 3      | 1        | 2       |
| WK Junioren allround             | 2      | 0        | 0       |
| WK Junioren afstanden            | 2      | 3        | 2       |
| Totaal aantal medailles: (101)   | 48     | 35       | 18      |

Team Reggeborgh
Jenning de Boo · Marcel Bosker · Janno Botman · Wesly Dijs · Marrit Fledderus · Louis Hollaar · Femke Kok · Kjeld Nuis · Hein Otterspeer · Tim Prins · Antoinette Rijpma-de Jong · Patrick Roest · Mats Siemons · Remo Slotegraaf · Stefan Westenbroek
Coaches: Gerard van Velde · Dennis van der Gun · Robin Derks
Rudolf Ericson · Peder Østlund · Jaap Eden · Oscar Mathisen · Ivar Ballangrud · Michael Staksrud · Åke Seyffarth · Nikolaj Mamonov · Hjalmar Andersen · Boris Sjilkov · Dmitri Sakoenenko · Juhani Järvinen · Knut Johannesen · Jonny Nilsson · Per Ivar Moe · Eduard Matoesevitsj · Ard Schenk · Kees Verkerk · Magne Thomassen · Hans van Helden · Vladimir Lobanov · Jan Egil Storholt · Sergej Martsjoek · Vladimir Belov · Eric Heiden · Viktor Sjasjerin · Andrej Bobrov · Nikolaj Goeljajev · Michael Hadschieff · Eric Flaim · Johann Olav Koss · Falko Zandstra · Rintje Ritsma · Gianni Romme · Jochem Uytdehaage · Chad Hedrick · Sven Kramer · Shani Davis · Patrick Roest
Onofficiële Europese kampioenschappen

1891: Onbeslist ·
1892: Onbeslist · 
1946: Göthe Hedlund 

Officiële Europese kampioenschappen

1893: Rudolf Ericson · 
1894: Onbeslist ·
1895: Alfred Næss · 
1896: Julius Seyler · 
1897: Julius Seyler · 
1898: Gustaf Estlander · 
1899: Peder Østlund · 
1900: Peder Østlund · 
1901: Rudolf Gundersen · 
1902: Johan Schwartz · 
1903: Onbeslist ·
1904: Rudolf Gundersen · 
1905: Johan Vikander · 
1906: Rudolf Gundersen · 
1907: Moje Öholm · 
1908: Moje Öholm · 
1909: Oscar Mathisen · 
1910: Nikolaj Stroennikov · 
1911: Nikolaj Stroennikov · 
1912: Oscar Mathisen · 
1913: Vasilij Ippolitov · 
1914: Oscar Mathisen · 
1922: Clas Thunberg · 
1923: Harald Strøm · 
1924: Roald Larsen · 
1925: Otto Polacsek · 
1926: Julius Skutnabb · 
1927: Bernt Evensen · 
1928: Clas Thunberg · 
1929: Ivar Ballangrud · 
1930: Ivar Ballangrud · 
1931: Clas Thunberg · 
1932: Clas Thunberg · 
1933: Ivar Ballangrud · 
1934: Michael Staksrud · 
1935: Karl Wazulek · 
1936: Ivar Ballangrud · 
1937: Michael Staksrud · 
1938: Charles Mathiesen · 
1939: Alfons Bērziņš · 
1947: Åke Seyffarth · 
1948: Reidar Liaklev · 
1949: Sverre Farstad · 
1950: Hjalmar Andersen · 
1951: Hjalmar Andersen · 
1952: Hjalmar Andersen · 
1953: Kees Broekman · 
1954: Boris Sjilkov · 
1955: Sigge Ericsson · 
1956: Jevgeni Grisjin · 
1957: Oleg Gontsjarenko · 
1958: Oleg Gontsjarenko · 
1959: Knut Johannesen · 
1960: Knut Johannesen · 
1961: Viktor Kositsjkin · 
1962: Robert Merkoelov · 
1963: Nils Egil Aaness · 
1964: Ants Antson · 
1965: Eduard Matoesevitsj · 
1966: Ard Schenk · 
1967: Kees Verkerk · 
1968: Fred Anton Maier · 
1969: Dag Fornæss · 
1970: Ard Schenk · 
1971: Dag Fornæss · 
1972: Ard Schenk · 
1973: Göran Claeson · 
1974: Göran Claeson · 
1975: Sten Stensen · 
1976: Kay Arne Stenshjemmet · 
1977: Jan Egil Storholt · 
1978: Sergej Martsjoek · 
1979: Jan Egil Storholt · 
1980: Kay Arne Stenshjemmet · 
1981: Amund Sjøbrend · 
1982: Tomas Gustafson · 
1983: Hilbert van der Duim · 
1984: Hilbert van der Duim · 
1985: Hein Vergeer · 
1986: Hein Vergeer · 
1987: Nikolaj Goeljajev · 
1988: Tomas Gustafson · 
1989: Leo Visser · 
1990: Bart Veldkamp · 
1991: Johann Olav Koss · 
1992: Falko Zandstra · 
1993: Falko Zandstra · 
1994: Rintje Ritsma · 
1995: Rintje Ritsma · 
1996: Rintje Ritsma · 
1997: Ids Postma · 
1998: Rintje Ritsma · 
1999: Rintje Ritsma · 
2000: Rintje Ritsma · 
2001: Dmitri Sjepel · 
2002: Jochem Uytdehaage · 
2003: Gianni Romme · 
2004: Mark Tuitert · 
2005: Jochem Uytdehaage · 
2006: Enrico Fabris · 
2007: Sven Kramer · 
2008: Sven Kramer · 
2009: Sven Kramer · 
2010: Sven Kramer · 
2011: Ivan Skobrev · 
2012: Sven Kramer · 
2013: Sven Kramer · 
2014: Jan Blokhuijsen · 
2015: Sven Kramer · 
2016: Sven Kramer · 
2017: Sven Kramer · 
2019: Sven Kramer · 
2021: Patrick Roest · 
2023: Patrick Roest · 
2025: Sander Eitrem